# Kanadische Badmintonmeisterschaft 1951
Die Kanadische Badmintonmeisterschaft 1951 fand Anfang März 1951 in Québec statt.

## Finalresultate
| Disziplin    | Sieger                           | Finalist                  | Ergebnis          |
| ------------ | -------------------------------- | ------------------------- | ----------------- |
| Herreneinzel | T. Darryl Thompson               | Donald Smythe             | 18-16, 15-11      |
| Dameneinzel  | Kae Otton                        | Marjory Shedd             | 12-9, 11-2        |
| Herrendoppel | Dick Birch Gordon C. Simpson     | Donald Smythe Budd Porter | 15-12, 18-13      |
| Damendoppel  | Lois Reid Jean Bardsley          | Kae Otton Claire Lovett   | 17-14, 8-15, 15-8 |
| Mixed        | T. Darryl Thompson Jean Bardsley | Dick Birch Ev Roberts     | 15-3, 15-6        |